# Robert III z Wormacji
Robert III z Wormacji (ok. 790 – luty 834) – hrabia Wormacji i Rheingau od 807 roku. Pochodził z dynastii Kapetyngów. Był synem Roberta II Hesbaye i jego żony Teoderaty.

## Małżeństwo i dzieci
Ożenił się ok. 808 roku z Wiltrudą (Waldradą) z Orleanu. Wiltruda będąc córką hrabiego Hadriana z Orleanu i jego żony Waldraty z rodu Widonów, odziedziczyła hrabstwo Orleanu, które służyło synowi Robertowi Mocnemu jako podstawa jego znaczenia w królestwie Franków Zachodnich. Dziećmi Roberta III i Wiltrudy byli:
1. Oda, żona Walaho IV hrabiego Wormacji po 840 roku i protoplasty dynastii salickiej,
2. Guntram z Wormacji (815 - 837), hrabia Wormacji,
3. Rotlinda ?, żona Megingoza I hrabiego Wormacji,
4. Robert Mocny (820 - 866). [1]

## Śmierć
Robert III zmarł najpóźniej na początku lutego 834 roku. Potwierdza to fakt, że wdowa po nim razem z synem Guntramem 19 lutego 834 składają daninę za jego duszę w opactwie Lorsch. 